# إعلان سيادة دولة أرمينيا

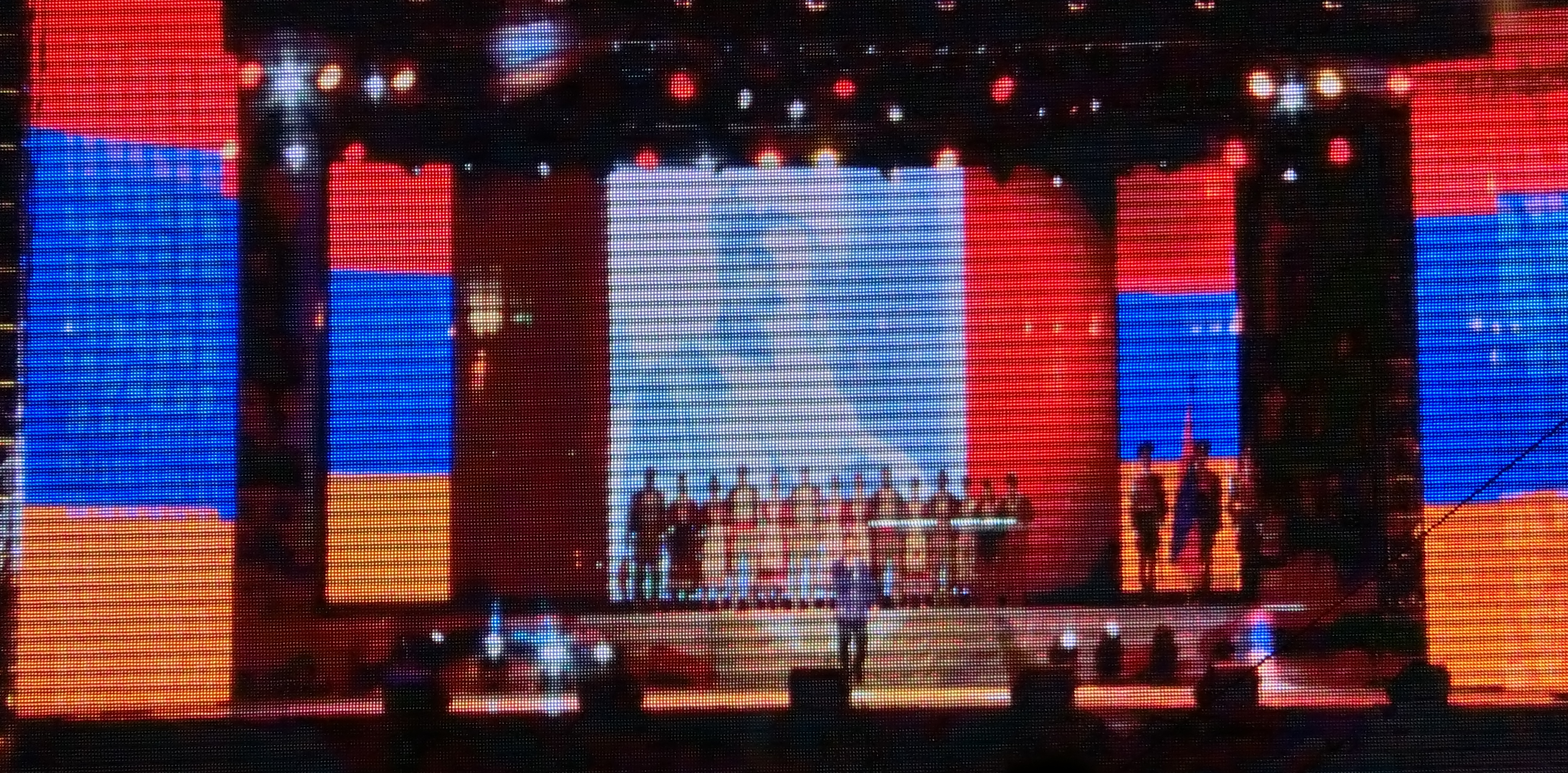

إعلان سيادة دولة أرمينيا (بالأرمينيةՀայաստանի անկախության հռչակագիր) تأسست جمهورية أرمينيا في 23- سبتمبر -1991 عند حل الاتحاد السوفيتي. كان هذا الإعلان متجذراً في القرار المؤرخ في 1- ديسمبر -1989 الصادر عن المجلس الأرميني الأعلى لإصلاح النظام الأمني والمجلس الوطني حول «إعادة توحيد جمهورية أرمينيا الاشتراكية السوفياتية والمنطقة الجبلية في كاراباخ» التي تربطها بجمهورية أرمينيا في 28 مايو / أيار. و 1918 وإعلان استقلال أرمينيا (1918).
يتضمن البيان 12 إعلانًا بما في ذلك إنشاء حق العودة للأرمن في الشتات. وإعادة التسمية الأرمينية SSR إلى جمهورية أرمينيا وينص على أن الدولة لديها العلم، وشعار النبالة، والنشيد الوطني. كما ينص على استقلال الأمة بعملتها العسكرية والنظام المصرفي الخاص بها. يضمن الإعلان حرية التعبير والصحافة وتقسيم الحكم بين القضاء والهيئة التشريعية والرئاسة.كما إنه يدعو إلى ديمقراطية متعددة الأحزاب. ويحدد اللغة الأرمنية أنها اللغة الرسمية. ويدعم «الاعتراف بالإبادة الجماعية لعام 1915 في تركيا العثمانية وأرمينيا الغربية». وكان بمثابة «أساس للتنمية» لدستور أرمينيا.
وقد سبق إعلان 1989 إعلان الاستقلال لأرمينيا (1918)، قبل أن يتم غزو أرمينيا وتصبح جزءاً من الاتحاد السوفييتي.